# Scyliorhinus meadi
Scyliorhinus meadi és una espècie de peix de la família dels esciliorrínids i de l'ordre dels carcariniformes.

## Morfologia
- Els mascles poden assolir 49 cm de longitud total.[1][2]

## Reproducció
És ovípar.

## Hàbitat
És un peix marí que viu entre 300-600 m de fondària.

## Distribució geogràfica
Es troba des de Carolina del Nord fins a Florida i entre Cuba i les Bahames.